# Lloydminster
Lloydminster är en stad med 24 028 invånare (2005) på gränsen mellan provinserna Alberta och Saskatchewan i Kanada. Staden är ovanlig, men inte unik, för Kanada genom att vara en och samma kommun som ligger i två provinser – Flin Flon ligger i både Manitoba och Saskatchewan.